# Tadjoura Airport
Tadjoura Airport är en flygplats i Djibouti.   Den ligger i regionen Tadjourah, i den centrala delen av landet, 30 km nordväst om huvudstaden Djibouti. Tadjoura Airport ligger 28 meter över havet.
Terrängen runt Tadjoura Airport är varierad. Havet är nära Tadjoura Airport åt sydost.  Närmaste större samhälle är Tadjourah, 3,5 km väster om Tadjoura Airport. 